# Лобойко, Константин Иванович
Константин Иванович Лобойко, известный также, как Константин Круликовский (пол. Konstanty Łobojko, укр. Костянти́н Іва́нович Лобо́йко; около 1832, Галич, Австрийская империя (ныне Ивано-Франковская область, Украина) — 7.02.1904, Киев, Российская империя) — польский театральный деятель, актёр польского театра, режиссёр Галицкого театра, танцевальный педагог, антрепренёр и фотограф.

## Биография
Украинец по происхождению. Родился в Восточной Галиции.
С 1848 года играл на краковских сценах. В 1851—1860 годах выступал на сцене под именем опекуна-отчима Круликовский, а после смерти отца (в 1861) вернулся к фамилии Лобойко. С 1854 по сезон 1859/1860 гг. — артист краковского театра.
Увлекался фотографией и в 1856 году отправился в Вену и Триест, где изучал фотоискусство. В 1861 году поселился в Бохне, где давал уроки танцев, работал над созданием собственной фотостудии.
В 1862—1877 годах (с перерывами) руководил собственной театральной труппой, с которой гастролировал в Польше и Восточной Галиции, выступал со спектаклями на польском и украинском языках.
После распада театра поселился в Киеве. В 1879—1900 годах работал киевским фотографом.

## Избранные роли
- Микола («Наталка Полтавка» Ивана Котляревского).
- Казак («Казак и охотник» Витошинского).
- Солодуха («Мёд каштелянский» Ю. Крашевского).
- Свистос («Краковяне и гурали» В. Богуславского).

Автор книги воспоминаний «Из записок» (1861, опубликовано в 1963 году в Варшаве).